# Media Center portátil

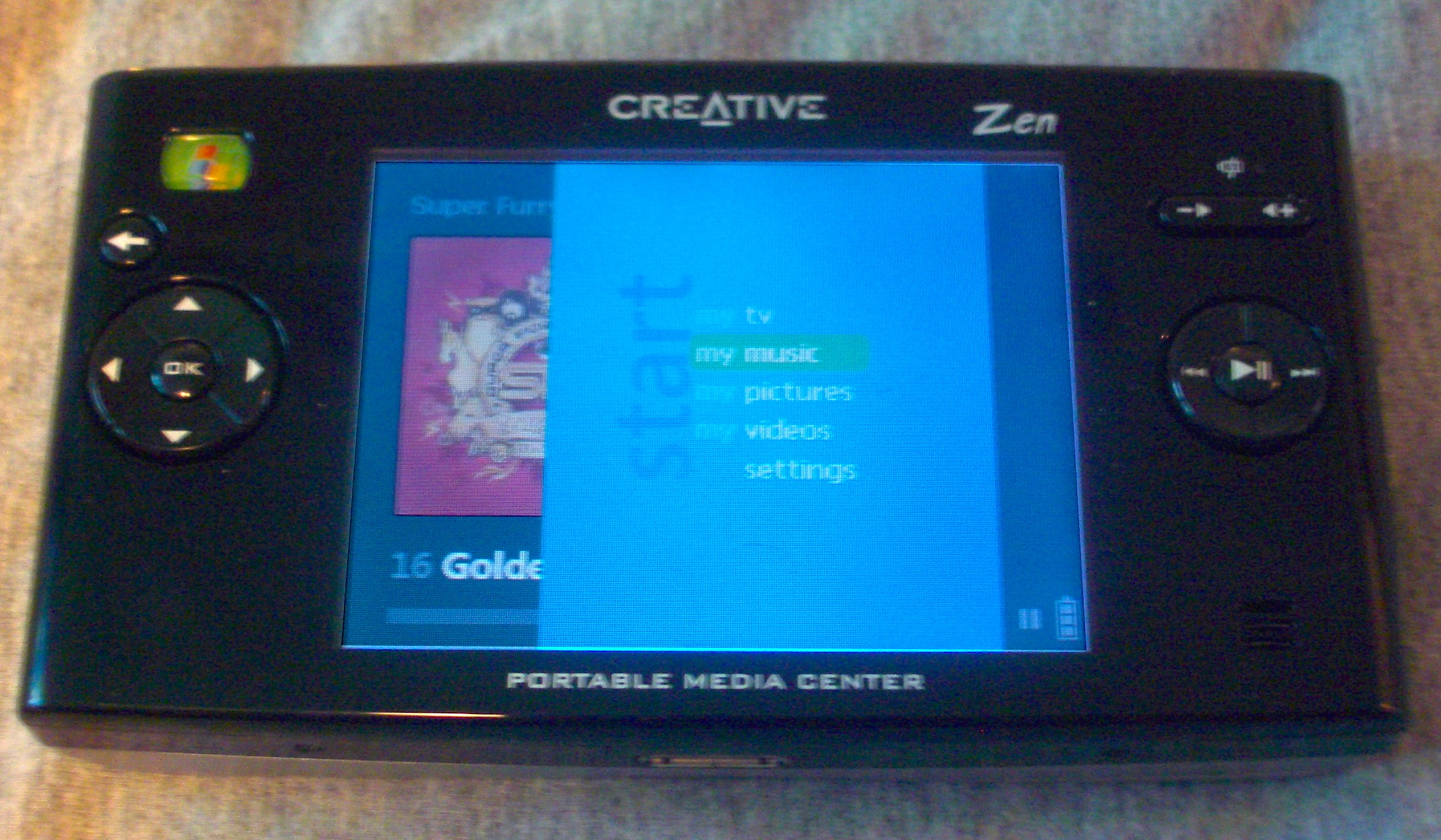
Un Creative Zen con PMC.

Un Media Center portátil (PMC por sus siglas en inglés) es un disco duro con capacidad de reproducir archivos de audio y video. Un PMC también puede ser usado para ver imágenes JPEG. Los PMC se ejecuta en una versión especializada del sistema operativo Windows Mobile y actualmente es producido por Creative Technology, iRiver, Samsung y Toshiba
Las PMCs fueron introducidas en el mercado en 2004 durante la Consumer Electronics Show en Estados Unidos. Creative Technology trabajó en conjunto con Microsoft para crear el concepto y el diseño del producto, pero actualmente cada vendedor tiene una versión distinta del producto. La primera compañía en lanzar las PMCs fue Creative con su modelo Creative Zen en Singapur el 29 de agosto de 2004 antes de introducirlo a Estados Unidos el 2 de septiembre de 2004
Para archivos de video, solo se pueden leer archivos de Windows Media Video, por lo que el usuario tiene que convertir a este formato los vídeos antes de verlos.
Para ingresar archivos de multimedia a una PMC es por la aplicación de la PC Windows Media Player. La PC ocupa tener el sistema operativo Windows XP SP1 o posterior. Las PMCs reconocen los formátos WMA y MP3.
- Datos: Q1055270